# Jaroslav Drobný (nogometaš)
Jaroslav Drobný, češki nogometaš, * 18. oktober 1979, Počátky, Češkoslovaška.
Drobný je nekdanji nogometni vratar in član češke reprezentance.